# بول زيلينسكي
بول زيلينسكي (بالبولندية: Paweł Zieliński) هو لاعب كرة قدم بولندي في مركز الدفاع، ولد في 17 يوليو 1990 في Ząbkowice Śląskie ‏ في بولندا. لعب مع شلوسك فروتسلاو.

## وصلات خارجية
- بول زيلينسكي على موقع قاعدة بيانات كرة القدم.إي يو (الإنجليزية)
- بول زيلينسكي على موقع Soccerway.com (الإنجليزية)